# جوني بانكس
جوني بانكس (بالإنجليزية: Johnny Banks)‏ (25 ديسمبر 1861 - ) هو ملاكم أمريكي، صنّف ضمن فئة الوزن المتوسط.

## روابط خارجية
- جوني بانكس على موقع بوكس ريك (الإنجليزية) (registration required)